# Mesothisa conradtaria
Mesothisa conradtaria là một loài bướm đêm trong họ Geometridae.